# Asteropeia
Asteropeia je jediný rod čeledi Asteropeiaceae vyšších dvouděložných rostlin z řádu hvozdíkotvaré (Caryophyllales). Jsou to dřeviny s jednoduchými střídavými listy a pravidelnými pětičetnými květy uspořádanými v latách. Plodem je tobolka. Rod zahrnuje 8 druhů a je rozšířen výhradně na Madagaskaru.

## Popis
Zástupci rodu Asteropeia jsou nevelké stromy a šplhavé keře s jednoduchými střídavými listy bez palistů. Květy jsou pravidelné, oboupohlavné, pětičetné, v latách. Kališní i korunní lístky jsou volné. Tyčinek je 9 až 15, na bázi jsou srostlé do kruhu, nepřirostlé k okvětí. Semeník je svrchní, srostlý ze 3 nebo řidčeji ze 2 plodolistů a se stejným počtem komůrek. Čnělky jsou volné nebo více či méně srostlé. Plodem je tlustostěnná nepukavá tobolka, obklopená nitkami tyčinek a okřídlená vytrvalým kalichem.

## Rozšíření
Rod zahrnuje 8 druhů a vyskytuje se výhradně na Madagaskaru. Je rozšířen ve východní, střední a severozápadní části ostrova, kde tvoří součást některých lesních formací, jako jsou tropické deštné lesy od nížiny až po 900 metrů, pobřežní lesy nebo stromová savana s Uapaca bojeri (tzv. tapia woodland). Některé druhy rostou též na skalních výchozech.

## Taxonomie
Čeleď Asteropeiaceae byla zastoupena pouze v některých systémech, např. u Tachtadžjana, který ji řadil do řádu čajovníkotvaré (Theales) v rámci podtřídy Dilleniidae. Ostatní taxonomové (Cronquist, Dahlgren aj.) vesměs řadili rod Asteropeia do čeledi čajovníkovité (Theaceae). Posléze se čeleď Asteropeiaceae objevuje v systému APG, přičemž podle kladogramů tvoří sesterskou větev s čeledí Physenaceae.

## Význam
Některé druhy slouží na Madagaskaru lokálně jako zdroj dřeva.

## Přehled druhů
- Asteropeia amblyocarpa
- Asteropeia densiflora
- Asteropeia labatii
- Asteropeia matrambody
- Asteropeia mcphersonii
- Asteropeia micraster
- Asteropeia multiflora
- Asteropeia rhopaloides[4]